# 5 de julho na Universíada de Verão de 2009
O dia 5 de julho de 2009 foi o sexto dia de competições da Universíada de Verão de 2009. Foram disputadas dez modalidades e 21 finais. A ginástica artística se encerrou com as finais individuais por aparelho e se iniciaram as competições de natação.

## Modalidades
| - Basquetebol - Esgrima - Ginástica artística - Natação | - Polo aquático - Saltos ornamentais - Taekwondo | - Tênis - Tênis de mesa - Voleibol |

## Campeões do dia
Esses foram os "campeões" (medalhistas de ouro) do dia:
| Medalhas de Ouro    | Medalhas de Ouro               | Medalhas de Ouro | Medalhas de Ouro                                                       | Medalhas de Ouro | Medalhas de Ouro |
| Modalidades         | Evento                         | País             | Atleta(s)                                                              | Recorde          | Ref.             |
| ------------------- | ------------------------------ | ---------------- | ---------------------------------------------------------------------- | ---------------- | ---------------- |
| Esgrima             | Sabre por equipe masculina     | China            | Zhong Man Wang Jingzhi Liu Xiao He Wei                                 | —                | [ 2 ]            |
| Esgrima             | Florete por equipe feminina    | Ucrânia          | Olga Petriuk Olena Kryvytska Yana Shemyakina Anfisa Pochkalova         | —                | [ 3 ]            |
| Ginástica artística | Argolas masculino              | Rússia           | Alexander Balandin                                                     | —                |                  |
| Ginástica artística | Barra fixa masculino           | Coreia do Sul    | Kim Ji Hoon                                                            | —                |                  |
| Ginástica artística | Barras paralelas masculino     | Japão · França   | Takuya Nakase Cyril Tommasonne                                         | —                |                  |
| Ginástica artística | Cavalo com alças masculino     | Hungria          | Krisztian Berki                                                        | —                |                  |
| Ginástica artística | Salto sobre a mesa masculino   | Roménia          | Flavius Kosczi                                                         | —                |                  |
| Ginástica artística | Solo masculino                 | Coreia do Sul    | Kim Soo Myun                                                           | —                |                  |
| Ginástica artística | Barras assimétricas feminino   | Reino Unido      | Elizabeth Tweddle                                                      | —                |                  |
| Ginástica artística | Salto sobre a mesa feminino    | Coreia do Norte  | Hong Un Jong                                                           | —                |                  |
| Ginástica artística | Solo feminino                  | Reino Unido      | Elizabeth Tweddle                                                      | —                |                  |
| Ginástica artística | Trave feminino                 | China            | Jiang Yuyuan                                                           | —                |                  |
| Natação             | 400m nado livre masculino      | Polónia          | Przemyslaw Stanczyk                                                    | UR               | [ 4 ]            |
| Natação             | Revezamento 4x100m livre masc. | Estados Unidos   | William Copeland Christopher Brady Eric McGinnis Douglas Robison       | UR               | [ 4 ] [ 5 ]      |
| Natação             | 400m medley feminino           | Estados Unidos   | Ava Ohlgren                                                            | —                |                  |
| Natação             | Revezamento 4x100m livre fem.  | Estados Unidos   | Michelle King Madison Kennedy Ava Ohlgren Morgan Scroggy Chelsea Nauta | —                | [ 6 ]            |
| Saltos ornamentais  | 3m individual masculino        | China            | Pan Zhaowei                                                            | —                |                  |
| Taekwondo           | Masculino até 72 kg            | Irão             | Alireza Nassrazadany                                                   | —                |                  |
| Taekwondo           | Masculino acima de 84 kg       | Rússia           | Roman Kuznetsov                                                        | —                |                  |
| Taekwondo           | Feminino até 63 kg             | Espanha          | Estefania Hernández García                                             | —                |                  |
| Taekwondo           | Feminino acima de 72 kg        | Brasil           | Natália Falavigna                                                      | —                |                  |

## Líderes do quadro de medalhas ao final do dia
| Ordem | País               | Medalha de ouro | Medalha de prata | Medalha de bronze |    |
| ----- | ------------------ | --------------- | ---------------- | ----------------- | -- |
| 1     | KOR Coreia do Sul  | 11              | 2                | 4                 | 17 |
| 2     | CHN China          | 8               | 12               | 8                 | 28 |
| 3     | JPN Japão          | 3               | 2                | 3                 | 8  |
|       | USA Estados Unidos | 3               | 2                | 3                 | 8  |
| 5     | ESP Espanha        | 3               |                  | 1                 | 4  |